# Luidor

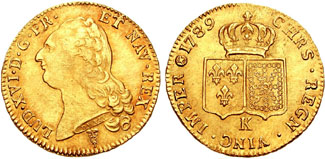
Podwójny Luidor Ludwika XVI (1789)

Luidor (ludwik, fr. Louis d'or) – złota moneta francuska wprowadzona przez Ludwika XIII w 1640 r. Była wzorowana na hiszpańskim pistolu. Luidora bito we Francji do 1793 r. 